# Генетический груз
«Генетический груз» — термин, чаще всего используемый для обозначения суммы неблагоприятных летальных и сублетальных мутаций в генофонде популяции.
Концепция была предложена английским популяционным генетиком Джоном Холдейном (1937).

## Определения
Генетический груз — накопление летальных и сублетальных отрицательных мутаций, вызывающих при переходе в гомозиготное состояние выраженное снижение жизнеспособности особей, или их гибель.
«Вырождение» — наблюдаемое при близкородственном скрещивании ухудшение фенотипических характеристик потомства.
В более строгом смысле генетический груз в популяционной генетике — это выражение уменьшения селективной ценности для популяции по сравнению с той, которую имела бы популяция, если бы все индивидуальные организмы соответствовали бы наиболее благоприятному генотипу. Обычно выражается в средней приспособленности по сравнению с максимальной приспособленностью.
Частью генетического груза является мутационный груз.
Генетический груз рассматривается как мера неприспособленности популяции к условиям окружающей среды. Он оценивается по различию приспособленности реальной популяции — по отношению к приспособленности воображаемой, максимально приспособленной популяции.
Значение генетического груза обычно находится в интервале 0 < L < 1, где 0 — отсутствие генетического груза. 

## Математическое описание
Рассмотрим ген с аллелями {\displaystyle \mathbf {A} _{1}\dots \mathbf {A} _{n}}, которые имеют среднюю приспособленность {\displaystyle w_{1}\dots w_{n}} и частоту аллелей {\displaystyle p_{1}\dots p_{n}}, соответственно. Если мы не учитываем зависящую от частоты аллелей приспособленность, генетический груз ({\displaystyle L}) может быть рассчитан по формуле:
{\displaystyle L={{w_{\max }-{\bar {w}}} \over w_{\max }}~~~~~~~~~~(1)}
где {\displaystyle w_{\max }} — максимальная величина приспособленности {\displaystyle w_{1}\dots w_{n}} и {\displaystyle {\bar {w}}} — средняя приспособленность, которая рассчитывается как среднее из всех приспособленностей, умноженных на частоту соответствующего аллеля
{\displaystyle {\bar {w}}={\sum _{i=1}^{n}{p_{i}w_{i}}}~~~~~~~~~~(2)}
где {\displaystyle i^{\mathrm {th} }} аллель -{\displaystyle \mathbf {A} _{i}} и характеризуется частотой и приспособленностью {\displaystyle w_{i}} и {\displaystyle p_{i}}, соответственно.
Если {\displaystyle w_{\max }=1}, то (1) упрощается до
{\displaystyle L=1-{\bar {w}}.~~~~~~~~~~(3)}

## Примеры
Примерами генетического груза в человеческих популяциях являются аллели мутантных форм гемоглобина — Гемоглобина С и Гемоглобина S.